# فورت دوگلاس (کانادا)
فورت دوگلاس (به انگلیسی: Fort Douglas) یک منطقهٔ مسکونی در کانادا است که در وینیپگ واقع شده‌است.